# The Defiled
I The Defiled sono un gruppo musicale britannico formatosi a Londra nel 2005.

## Formazione

### Formazione attuale
- Stitch D – voce, chitarra (2005-presente)
- The AvD – tastiera, sintetizzatore, programmazione, cori (2005-presente)
- Vincent Hyde – basso (2010-presente)
- Needles – batteria, percussioni (2012-presente)

### Ex componenti
- Aaron Curse – chitarra (2005-2014)
- Drex Exel – basso (2005-2010)
- J.C – batteria, percussioni (2008-2012)

## Discografia

### Album in studio
- 2011 – Grave Times
- 2013 – Daggers

### Album dal vivo
- 2013 – Grave Times Live

### EP
- 2008 – 1888